# Abraxas nigrovelata
Abraxas nigrovelata là một loài bướm đêm trong họ Geometridae.